# Raach am Hochgebirge
Raach am Hochgebirge là một thị xã thuộc huyện Neunkirchen trong bang Niederösterreich.